# Chuka le redoutable
Pour plus de détails, voir Fiche technique et Distribution.
Chuka le redoutable (titre original : Chuka) est un film américain de Gordon Douglas et Richard Jessup, sorti en 1967.

## Synopsis
Occupant un fort de l'armée américaine, l'aventurier Chuka et des soldats sont assiégés par des indiens Arapahos révoltés par la famine qui les décime...

## Fiche technique
- Titre original : Chuka
- Réalisation : Gordon Douglas et Richard Jessup, assisté de Ray Kellogg
- Scénario : Richard Jessup d'après son roman
- Directeur de la photographie : Harold E. Stine
- Montage : Robert Wyman
- Musique : Leith Stevens
- Costumes : Edith Head
- Production : Jack Jason et Rod Taylor
- Genre : western
- Pays :  États-Unis
- Durée : 105 minutes
- Date de sortie :
  - États-Unis : 23 juillet 1967
  - Allemagne de l'Ouest : 31 août 1967
  - Mexique : 7 mars 1968
- Affiche : Boris Grinsson (France)

## Distribution
- Rod Taylor (VF : Jean-Claude Michel) : Chuka
- Ernest Borgnine (VF : Pierre Collet) : Sgt. Otto Hahnsbach
- John Mills (VF : Serge Nadaud) : Col. Stuart Valois
- Luciana Paluzzi (VF : Claire Guibert) : Señora Veronica Kleitz
- James Whitmore (VF : Jacques Marin) : Lou Trent
- Victoria Vetri (VF : Michèle André) : Señorita Helena Chavez
- Louis Hayward (VF : Fernand Fabre) : Maj. Benson
- Michael Cole (VF : Pierre Trabaud) : Spivey
- Hugh Reilly : Capt. Carrol
- Barry O'Hara : Slim
- Joseph Sirola : Jake Baldwin
- Marco Antonio : Hanu
- Gerald York : Lt. Daly
- Herlinda Del Carmen : l'indienne
- Lucky Carson : le conducteur